# Amidou Doumbouya
Amidou Doumbouya (* 5. August 2007 in Bourges) ist ein französisch-guineischer Fußballspieler, der aktuell beim OGC Nizza in der Ligue 1 spielt.

## Karriere

### Verein
Doumbouya begann seine fußballerische Ausbildung im September 2014 bei der ES Moulon Bourges in seinem Geburtsort. Nach knapp fünf Jahren wechselte er zum Stadtrivalen Bourges Foot, wo er drei Jahre lang spielte. Im Sommer 2022 wechselte er in das Ausbildungszentrum des FC Sochaux. Dort spielte er in der Saison 2022/23 bereits 18 Mal für die B-Junioren im Championnat National U17 Zu Beginn der Folgesaison absolvierte er bereits eine Partie für die fünftklassige Zweitmannschaft des Vereins.
Ende August 2023 wechselte er schließlich zum OGC Nizza, wo er seinen ersten Profivertrag unterzeichnete. Dort kam er neben einem U19-Einsatz schon einmal in der Coupe de France für die Profis zum Einsatz und stand in der Ligue 1 bereits im Kader. Nach weiteren Juniorenspielen debütierte Doumbouya am 1. Dezember 2024 (13. Spieltag) bei einer 1:4-Niederlage gegen Olympique Lyon in der Ligue 1. Insgesamt spielte er 2024/25 zweimal in der höchsten französischen Spielklasse, einmal im Pokal und schoss ein Tor in wettbewerbsübergreifend 16 A-Junioren-Partien.

### Nationalmannschaft
Doumbouya absolvierte bereits viele Spiele für verschiedene Juniorennationalmannschaften Frankreichs, nahm jedoch nie an einem großen Turnier teil.